# Roti (pokrm)
Roti (též čapati) je placka z nekvašeného těsta, jehož základem je celozrnná pšeničná mouka, známá jako atta a voda. Existuje ale více variant, a roti se tak může vyrábět i z mouky jáhlové, kukuřičné, čirokové nebo dokonce rýžové. Roti původně pochází z indické kuchyně, lze se s ním setkat také ve srílanské kuchyni. Spolu s indickými emigranty se roti dostalo do mnoha částí světa, například do Karibiku, Jižní Afriky, jihovýchodní Asie nebo na Fidži.
Roti má kulatý tvar, čtvercová varianta s identickou recepturou se na ostrově Mauricius označuje jako farata.
Roti se podává jako příloha k mnoha různým pokrmům (například ke kari), nebo se často plní (podobně jako mexická tortilla) Náplň může být masová nebo vegetariánská.
Název roti pochází ze sanskrtu, konkrétně je dovozeno od sanskrtského slova roṭikā, které označuje chléb.

## Galerie

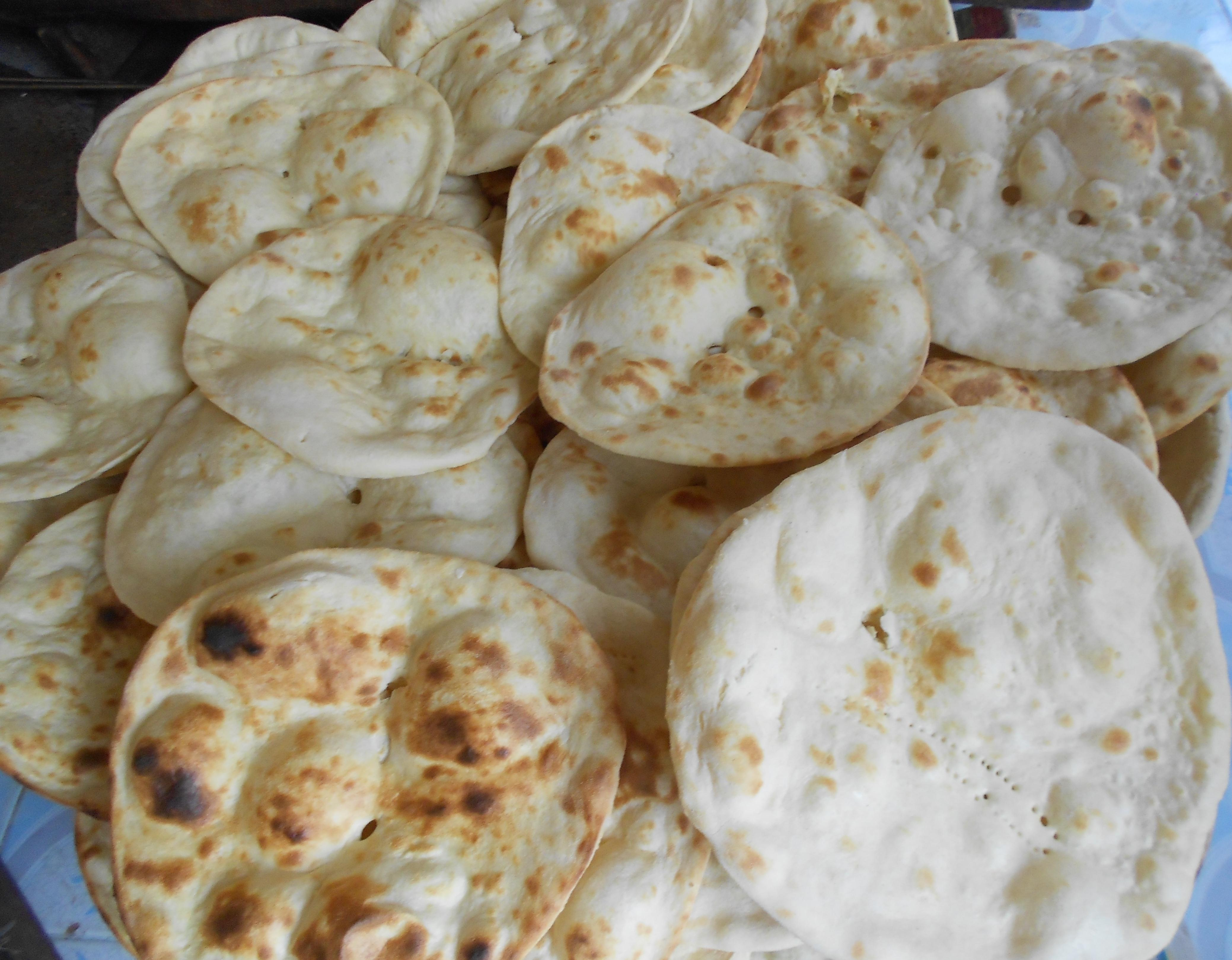
Indické roti
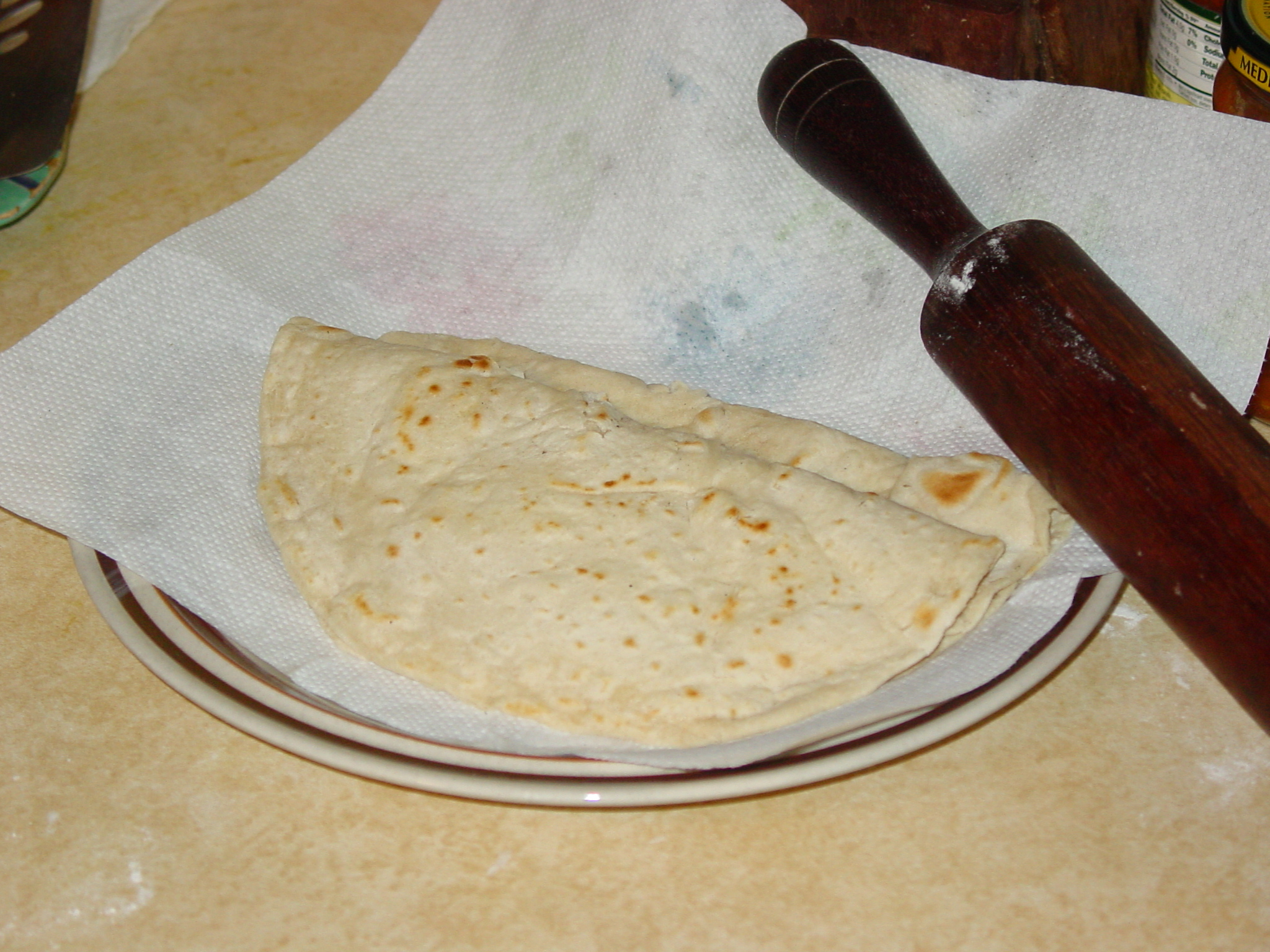
Guyanské roti
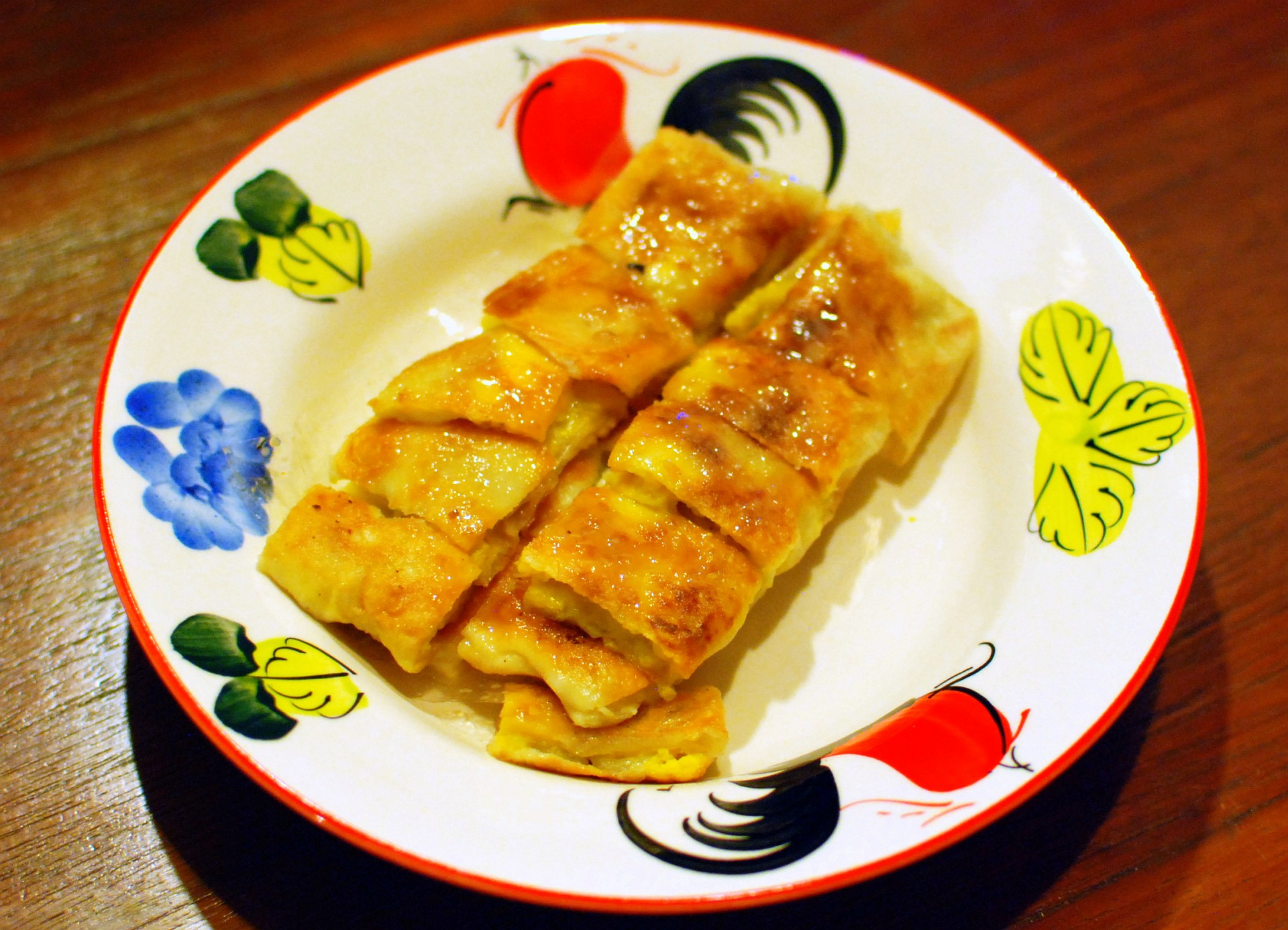
Thajské roti připravované na sladko
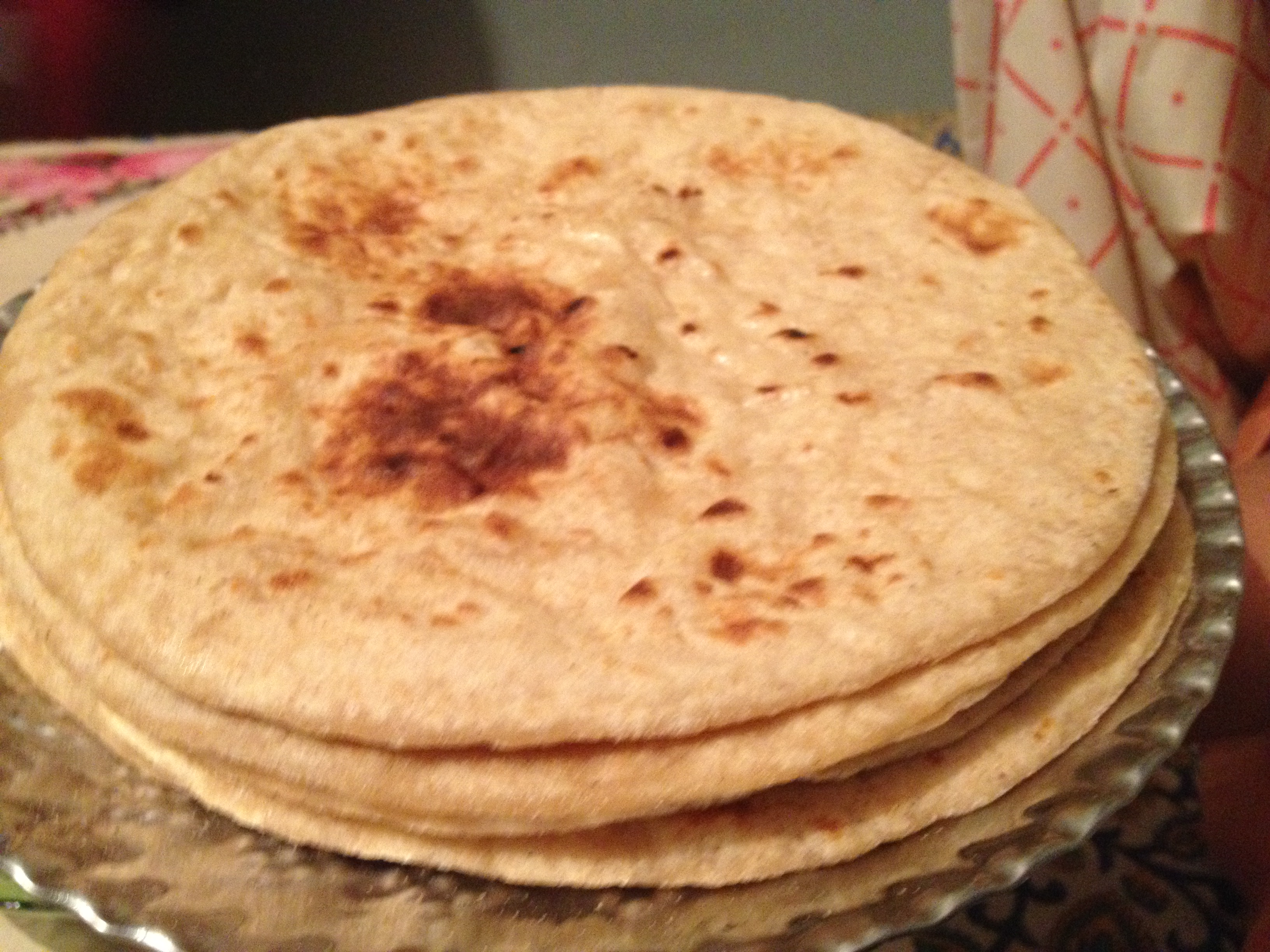
Paratha roti, roti připravované s máslem
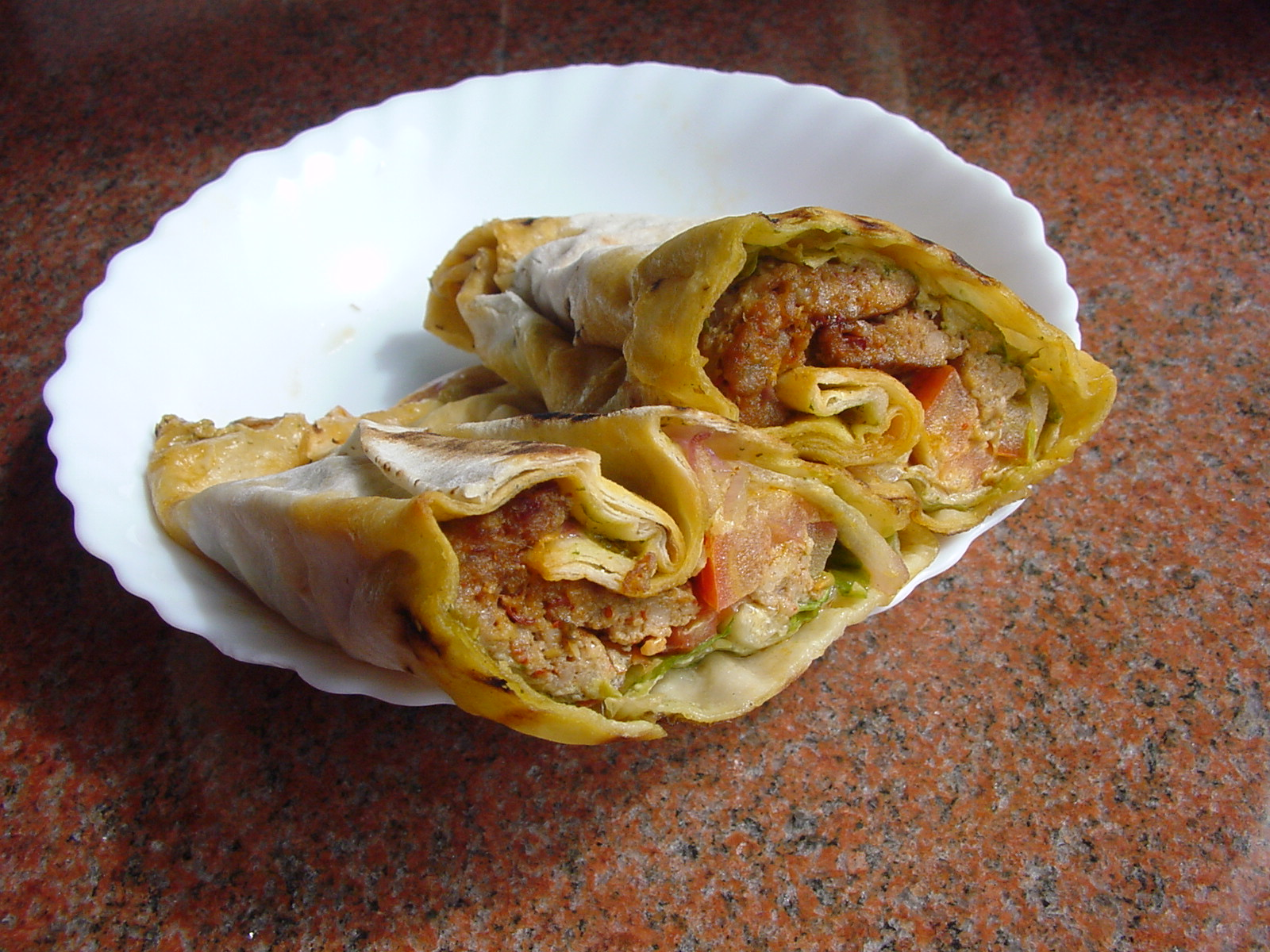
Jehněčí rap z roti
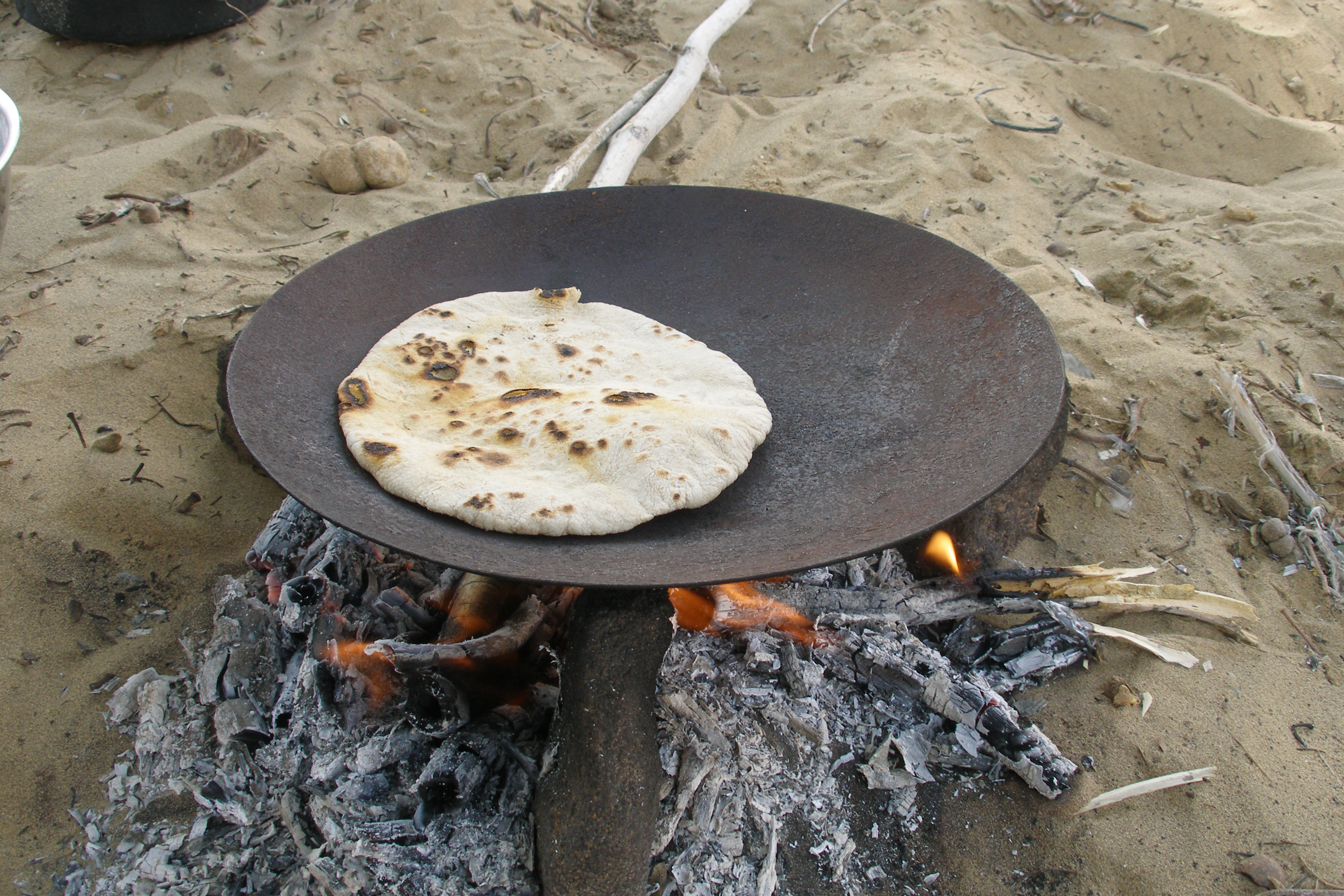
Roti